# 钢珠

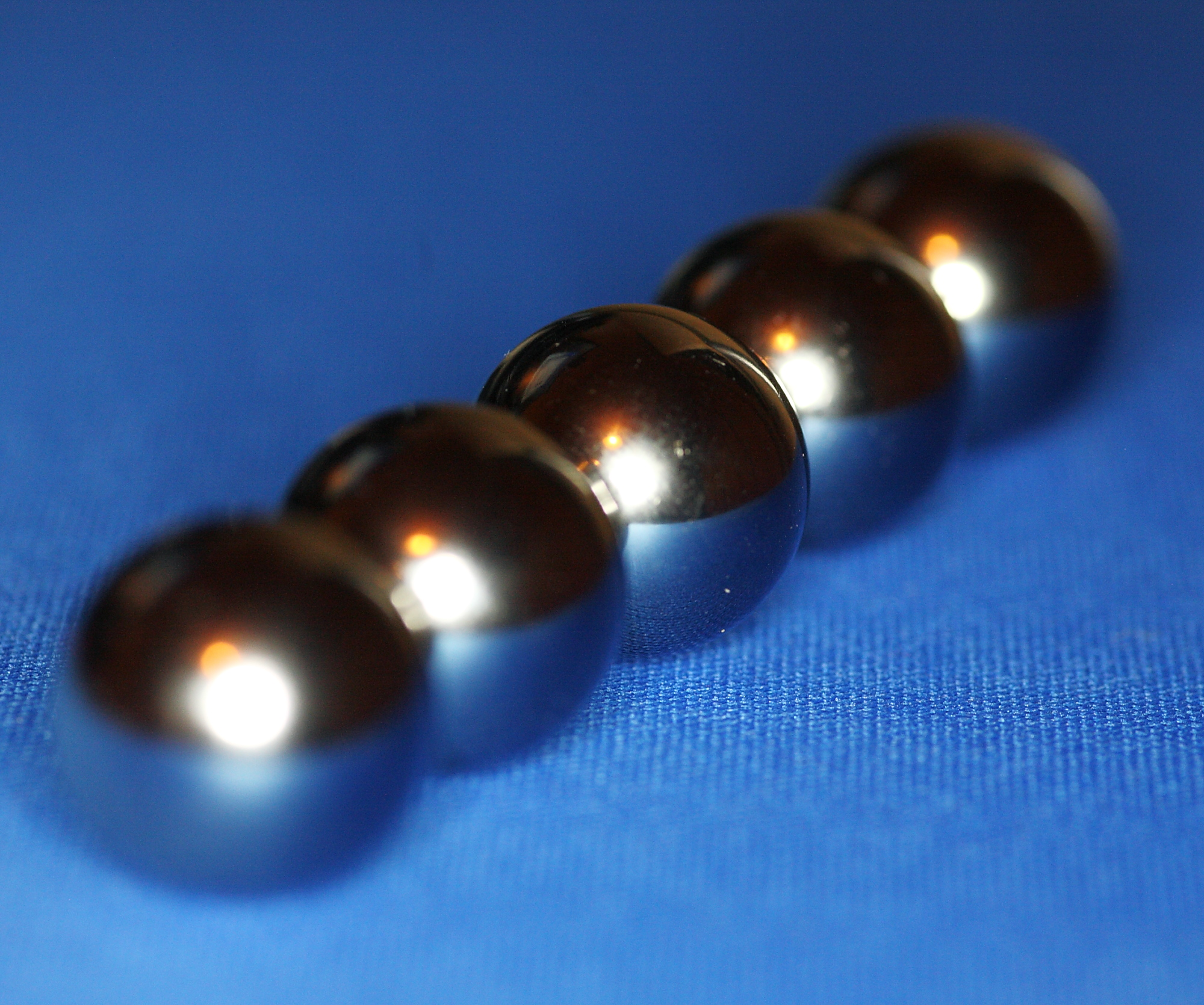
鋼珠

鋼珠是一種表面光滑的球體，常用于滾珠軸承等領域。鋼珠的標準由美国轴承制造商协会等机构制定。2008年，美国全年生产了57.78亿个鋼珠。 